# Lispe patellata
Lispe patellata este o specie de muște din genul Lispe, familia Muscidae. A fost descrisă pentru prima dată de Aldrich în anul 1913. Conform Catalogue of Life specia Lispe patellata nu are subspecii cunoscute.